# Whoami

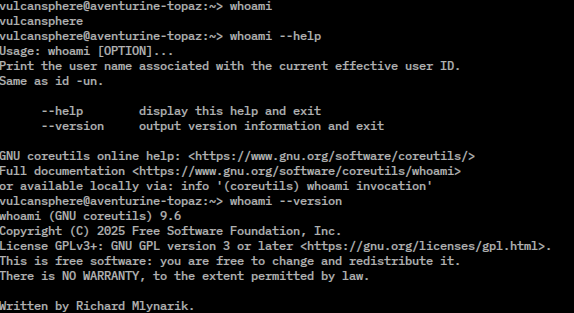
whoami

whoami یک دستور خط فرمانی است که در بیشتر سیستم‌عامل‌های شبه‌یونیکس و همچنین سیستم‌عامل‌های ویندوز ویستا, ویندوز ۷, ویندوز ۸, ویندوز سرور ۲۰۰۳ وجود دارد. نام این دستور از عبارت "Who am I?" به معنی "من چه کسی هستم" آمده است. این دستور نام کاربر اجراکننده آن را چاپ می‌کند. مثلاً:
```
% whoami
john
% su
Password:
# whoami
root
#
```

این دستور عملکردی مشابه دستور  id -un  دارد.
دقت کنید که این دستور مقدار متغیر ‎$USERNAME را چاپ نمی‌کند. مثلاً اگر شخصی با نام کاربری john وارد سیستم شود و سپس با اجرای دستور su امتیازات کاربر root را بدست آورد، خروجی این دو دستور متفاوت خواهد بود.
```
login:john
Password:
% echo $USERNAME
john
% su
Password:
# echo $USERNAME
john
#
```